# Meltham
Meltham est une ville du district métropolitain de Kirklees, dans le Yorkshire de l'Ouest, en Angleterre.